# Гилибово (Пловдивська область)
Ги́либово (болг. Гълъбово) — село в Пловдивській області Болгарії. Входить до складу общини Куклен.

## Населення
За даними перепису населення 2011 року у селі проживали 183 особи, усі — болгари.
Розподіл населення за віком у 2011 році:
Динаміка населення: